# Agitation Free
Agitation Free ist eine deutsche Progressive/Krautrockband aus Berlin.

## Bandgeschichte

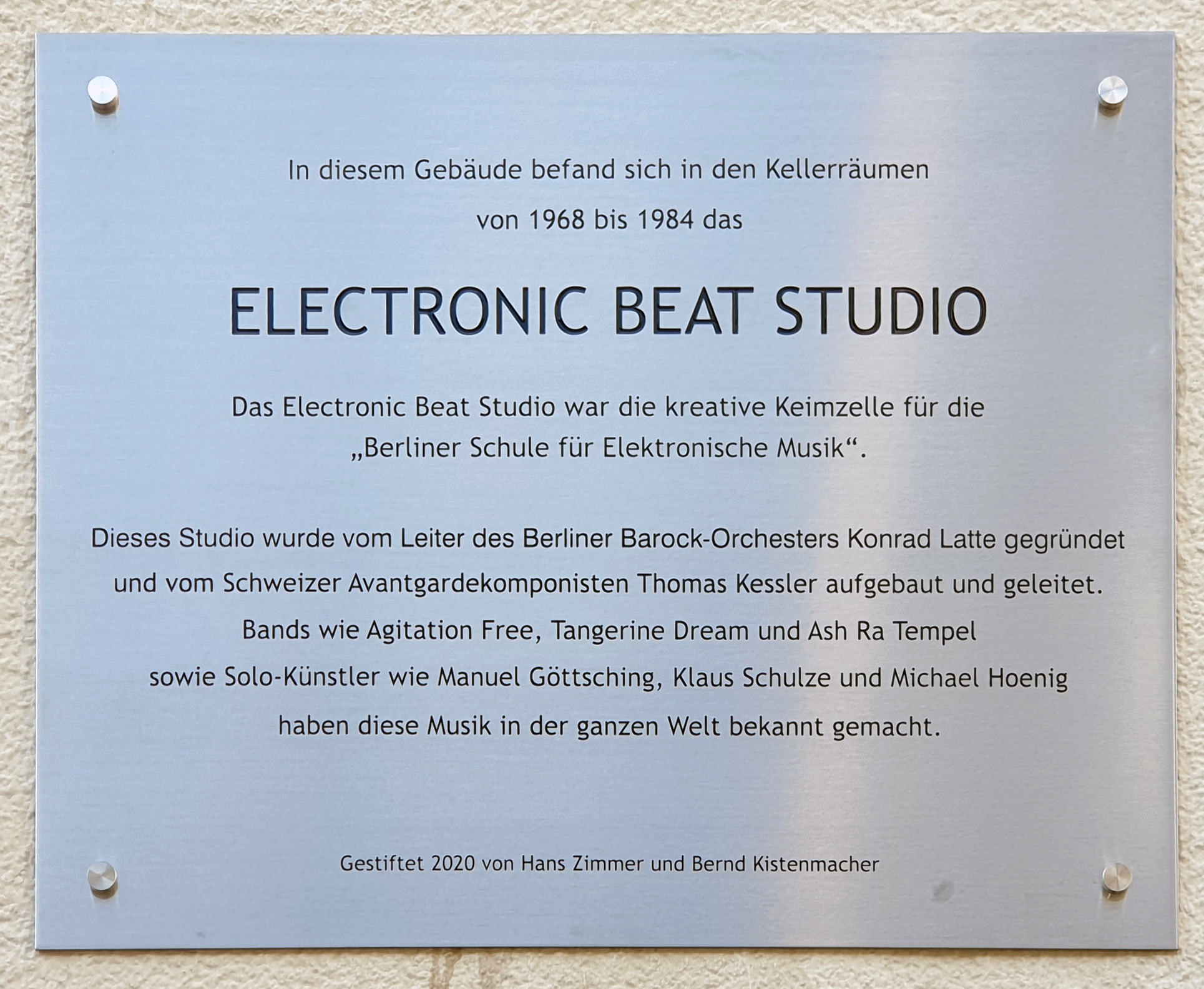
Gedenktafel am ehemaligen Electronic Beat Studio in Berlin-Wilmersdorf

Die Band entstand 1967 durch den Zusammenschluss zweier Berliner Rockgruppen. Das Quartett, bestehend aus Lutz Ulbrich, Michael Günther, Christopher Franke und Lutz Ludwig Kramer sowie zeitweilig Michael Duwe, das anfangs überwiegend Fremdkompositionen spielte und schließlich lange Improvisationen entwickelte, experimentierte Ende 1967 bei Konzerten mit Flüssigkeitsprojektoren, Dias und selbstgedrehten Schmalfilmen. Nach einigen Umbesetzungen trat Agitation Free 1970 beim „Ersten Deutschen Progressiven Popfestival“ im Berliner Sportpalast auf. Im „Elektronik Beat Studio Berlin“ erhielten sie, wie auch andere Bands, ihren letzten Schliff unter der Leitung von Thomas Kessler.
Im Sommer 1972 trat die Band während der XX. Olympischen Sommerspiele im dazugehörigen kulturellen Programm, mit Peter Michael Hamel als Gast-Keyboarder, auf der „Olympischen Spielstraße“ in München auf. Dieses Kulturprogramm der Spielstraße wurde am 5. September, nach dem Attentat der palästinensischen Terrororganisation Schwarzer September auf israelische Sportler, vorzeitig beendet.
1972 absolvierten Agitation Free, in der Besetzung Lutz Ulbrich, Michael Günther, Jörg Schwenke, Michael Hoenig und Burghard Rausch auf Einladung des Goethe-Instituts auf Tournee durch Ägypten, Libanon, Zypern und Griechenland. Die vielfältigen Eindrücke dieser Reise fanden ihren Niederschlag in dem ersten Album Malesch. In Beirut lernten sie ihren späteren Frankreich-Tour-Manager Assaad Debs kennen. Der besorgte der Gruppe über die Jahre zahlreiche Tourneen und Konzerte durch/in Frankreich.
Anfang 1973 tourte die Gruppe erneut zwei Monate durch Frankreich, trat im Mai beim neben Amon Düül II, Atlantis, Birth Control, Karthago, Gift, Guru Guru, Kraan und Kin Ping Meh beim „German Rock Super Concert“ in der Frankfurter Festhalle auf. Weitere unzählige Konzerte und etliche Frankreich-Tourneen verschafften Agitation Free in ganz Europa einen ansteigenden Bekanntheitsgrad. Debs vermittelte der Band in den Pariser Studios des „Office de Radiodiffusion Télévision Française“ („ORTF“) einen Auftritt in der französischen Radiosendung „Pop Club“ und bei der populären Musiksendung „Rock En Stock“. Deren legendärer Moderator/Musikredakteur Pierre Lattès pries Agitation Free in höchsten Tönen.
Im Juli produzierte die Gruppe – jetzt mit Stefan Diez als Gitarrist – in München im Studio 70 die LP Second und ging anschließend auf Tournee durch Frankreich und deutsche Großstädte. Sowohl der SFB als auch der WDR strahlten Porträts und Live-Konzerte aus.
Anfang 1974 spielte die Band, in veränderter Besetzung einen gefeierten (und viel diskutierten) Auftritt beim renommierten „Warschauer Herbst“.
In diesem Jahr hatten sich bei der Gruppe Ermüdungserscheinungen breitgemacht, die Ende des Jahres nach einem Abschiedskonzert zur vorläufigen Auflösung führten. Am 21. April 1974 hatten Agitation Free in Paris noch das letzte Konzert in der Besetzung Ulbrich, Lütjens, Hoenig, Günther und Rausch gegeben. Am 12. November löste sich die Band, nach einem Abschiedskonzert, mit vielen ehemaligen Mitgliedern in Berlin auf und stellte vorerst alle Aktivitäten ein.
Später verhalf Christopher Franke der Band Tangerine Dream zu weltweiter Anerkennung. Michael Hoenig arbeitete mit Klaus Schulze und Tangerine Dream, ehe er nach einem Soloalbum in Hollywood als Filmkomponist bekannt wurde. Axel Genrich wechselte zu Guru Guru, Burghard Rausch wurde Gründungsmitglied bei Bel Ami. Gustl Lütjens tourte mit Shirley Bassey und Nena und fand später mit seiner New-Age-Band Living Mirrors vor allem in den USA ein Publikum. Lutz „Lüül“ Ulbrich schloss sich Ashra an, arbeitete mit Ex-Velvet-Underground-Sängerin Nico, produzierte neben Theatermusik Soloplatten und spielt seit Ende der 1990er Jahre bei den 17 Hippies.
Knapp 25 Jahre nach der Trennung trafen sich 1997 vier Mitglieder der 1974er Besetzung von Agitation Free beim Geburtstagsfest zum 45. Geburtstag von Lüül Graf-Ulbrich auf der Bühne des Tränenpalast wieder. In Quartett-Besetzung Graf-Ulbrich, Lütjens, Günther und Rausch ließen sie live alte Zeit wiederaufleben und beschlossen spontan die Fortsetzung der gemeinsamen Arbeit und die Planung eines neuen Albums. Im Sommer 1999 wurde das, vom Spliff-Gitarristen Potsch Potschka produzierte, neue Album River of Return bei BSC Music veröffentlicht.
Agitation Free absolvierte im Februar 2007 – in der 74er Besetzung – Graf-Ulbrich, Lütjens, Günther, Hoenig und Rausch, eine einwöchige Tournee durch Japan. Zu der waren sie vom japanischen Geschäftsmann Gen Fujita eingeladen worden. Die Band spielte dort, nach einer Pause von mehr als 33 Jahren, in der Originalbesetzung von 1974. Die Konzerte in Japan fanden zeitgleich mit der Einweihung einer Wachsfigur des Keyboarders Michael Hoenig statt. Hoenig steht nun als zweites Mitglied der Band, neben Lutz Ulbrich und dem Mitstreiter der Band Mani Neumeier (Guru Guru) im „Tokyo Tower Wax Museum“. Dort stehen auch weitere Figuren wie z. B. die des jahrelangen Mitmusikers von Hoenig, Don Preston, ehemals Mothers of Invention, der Band von Frank Zappa.
Dabei wurden zwei Konzerte in Tokio mitgeschnitten und erschienen unter dem Titel Shibuya Nights, ganz unter dem Eindruck des quirligen Stadtteils, das u. a. für die riesige Kreuzung Shibuya Crossing bekannt sein dürfte – und auch als Schauplatz in vielen Filmen wie z. B. Lost in Translation gedient hat.
2011 erschien mit Shibuya Nights ein Live-Mitschnitt der Japan-Konzerte, der von Hoenig produziert wurde. Als Gast war der japanische Schauspieler, Komiker und Ukele-Fan Issey Ogata (Ukelele) zu hören. Dieses außergewöhnliche Album enthielt „feinsten deutschen Prog Rock von anno dazumal, wie wir ihn liebten, im Gewand von heute: verschlungene Melodieornamente, dramatische Breaks, Verschwurbeltes und Vertracktes, endlose Dynamiksteigerungen, elektronische Gewitter, sphärische Sounds, kosmische Gefühle...Ein dicker Tipp, nicht nur für die Krautrock-Fraktion!“ (Rocktimes). Shibuya Nights ist ein Beweis dafür, dass Agitation Free immer noch als eine der besten und originellsten Bands in der Progrockszene zählt. Das Album wurde bei gefeierten Konzerten zwischen 2012 und 2015, u. a. in London, Manchester, Paris, Berlin und beim renommierten Burg-Herzberg-Festival live präsentiert.
Im März 2014 verstarb Bassist Günther. Für ihn stieß Daniel „Danda“ Cordes zur Band, der schon einige Jahre mit Lüül bei den 17 Hippies zusammengearbeitet hatte.
Nach einer längeren Pause arbeitete die Gruppe in Quintett-Besetzung, Graf-Ulbrich, Hoenig, Lütjens, Rausch und „Danda“ Cordes (b) an einem „Agitation Free“-Studioalbum. Die Arbeiten daran verzögerten sich, weil die einzelnen Mitglieder immer wieder auch mit anderen Projekten und Produktionen beschäftigt waren.
Im September 2017 verstarb Gitarrist Lütjens zwar, aber noch auf den meisten Titeln zu hören. So stellte  die Band in Quartett-Besetzung die LP fertig. 2023 erschien dann mit Momentum ein „Comeback nach Maß“.
Das Album geriet „erfreulich kurzweilig“ und zeigte „virtuose Profis am Werk, die die üppige Breitwand-Produktion kristallklar, aber auch ganz schön druckvoll hinkriegen“. (Glitterhouse). Die LP bekam sehr gute, teilweise euphorische, Kritiken bei „BabyBlaueSeiten“, „Musikreviews“, „Rocks Magazin“, „Betreutes Proggen“, „RockTimes“, „Classic Rock Magazin“, „Progarchives“, „Proper Music“, „Eclypsed“, „Stereo“, „Mint“, „Visions“. „Nicht mehr so experimentell wie in Frühzeiten, aber kraftvoll, von melodischer und rhythmischer Vielfalt, ein berückender Ritt durch die eigene Geschichte und die des krautigen Space-Rocks. So kann Agitation Free gerne in kürzeren Abständen als zuvor weiter agitieren!“ (Musikreviews.de). 'Momentum ist ein beeindruckendes Statement einer der zentralen Bands des Krautrock, das frisch und unverbraucht klingt und ein Comeback nach Maß. Man merkt dem Album die Freude an, mit dem die beteiligten Musiker es eingespielt haben. Nicht mehr so experimentell wie in Frühzeiten, aber kraftvoll, von melodischer und rhythmischer Vielfalt, ein berückender Ritt durch die eigene Geschichte und die des krautigen Space-Rocks'. Als Gäste waren Peter Michael Hamel (Santur) und Benjamin Schwenen (Leadgitarre) dabei. Außerdem war der populäre französische Radio-DJ, Moderator und Musik-Journalist Pierre Lattès (+ Juni 2013) bei seiner Anmoderation der Band für die Musik-TV-Sendung „Rock en Stock“ (1973) zu hören.
Nach der Veröffentlichung von Momentum ging das verbliebene Quartett auf die Suche nach einem neuen Gitarristen, der in die Band passte, um Live-Konzerte zu absolvieren und wurde 2024 in Axel Heilhecker (ex-Food Band, Wolf Maahn, Solist) fündig. Der gehört als Gitarrist und Produzent seit den 80ern zum Kern der deutschen Rockszene. Er spielte, neben seinen zahlreichen eigenen Veröffentlichungen, Aufnahmen und Auftritte mit so unterschiedlichen Leuten wie Eric Burdon, Steve Miller, James Belushi, Willy DeVille, Wolf Maahn oder Harald Grosskopf.
Seit dem Sommer 2024 ist Tim Sund Keyboarder und Pianist von Agitation Free, nachdem Michael Hoenig sich entschieden hat, nicht mehr live aufzutreten. Sund zog Ende der 90er Jahre nach Berlin und veröffentlichte in den Folgejahren über 20 Alben, unter anderem mit seiner Fusion-Band „The Mightiest Ever“, der Progressive-Rock-Band „Green Desert Tree“ und als Solist.

## Diskografie
- 1972: Malesch (LP – Vertigo, LP – IRI (1978), CD – Spalax (1993)) SPV Records 2008
- 1973: 2nd (LP – Vertigo, LP – IRI (1978), CD – Spalax (1995)) SPV Records 2008
- 1976: Last (LP – Barclay, CD – Spalax (1992)) SPV Records 2008
- 1995: Fragments (CD – BMG, CD – Spalax (1996)) SPV Records 2008
- 1998: Live ′74 – At the Cliffs of River Rhine (live in Köln 1974) (CD – Garden of Delight) SPV Records 2008
- 1999: The Other Sides of Agitation Free (CD – Garden of Delight)
- 1999: River of Return (CD – BSC Music) SPV Records 2008
- 2011: Shibuya Nights – Live in Tokyo (CD – Esoteric Records / Cherry Red)
- 2023: Momentum – (LP, CD –  M.I.G. Music)

### Musikbeispiele
- Agitation Free: You Play for Us Today auf YouTube
- Agitation Free: Laila, Pt. 2 auf YouTube
- Agitation Free: Rücksturz auf YouTube